# Акоба (Жанибекский район)
Акоба (каз. Ақоба) — село в Жанибекском районе Западно-Казахстанской области Казахстана. Административный центр Акобинского сельского округа. Расположено примерно в 40 км к востоку от райцентра Жанибек. Код КАТО — 274233100.

## Население
В 1999 году население села составляло 1340 человек (675 мужчин и 665 женщин). По данным переписи 2009 года, в селе проживал 891 человек (451 мужчина и 440 женщин).

## Известные жители и уроженцы
- Абдрахманов, Толеш (1878—1966) — Герой Социалистического Труда.